# تئوری توطئه با جسی ونتورا
تئوری توطئه با جسی ونچورا یک مجموعه تلویزیونی در ایلات متحده است که به میزبانی جسی ونتورا ایجاد و از شبکه تروتی‌وی پخش می‌شود. این برنامه در دوم دسامبر ۲۰۰۹ آغاز شد. دومین فصل آن در ۱۵ اکتبر ۲۰۱۰ و سومین فصل آن در ۷ام نوامبر ۲۰۱۲ آغاز شد.

## قالب
سرباز سابق یگان ویژه نیروی دریایی ایالات متحده آمریکا، جسی ونتورا که سابقه بازیگری و فرمانداری ایالت مینه‌سوتا را در سابقه‌اش دارد، مجموعه‌ایی تحت عنوان تئوری توطئه با جسی ونچورا را تولید نمود که حول موضوعاتی از قبیل واقعه یازده سپتامبر، گرم‌شدن زمین و انجمن‌های سری می‌گردد. از دیگر موضوعات مورد بررسی نظارت‌های و آزمایش‌هایِ نظامیِ سری دولتی آمریکاست.
در اولین فصل این مجموعه، جسی ونتورا گروه تحقیقی شامل الکیس پایپر، جون سارپونگ و مایکل براورمن را در اختیار داشت. در فصل دوم دانیل کوکان در چند قسمت به عنوان محقق ظاهر شد. در فصل سوم فرزند جسی، تایرل و نیز فرزند اولیور استون، شان استون، نیز به گروه تحقیق پیوستند.

## مجادلات

### انتقادات حالت پلیسی
مدت کوتاهی بعد از پخش قسمت حالت پلیسی نماینده استیو کوهن از تنسی که در برای این قسمت مورد مصاحبه قرار گرفته بود، در شبکه تروتی‌وی درخواست کرد تا بخش مربوط به وی از این قسمت حذف شود. وی اعلان کرد:«این قسمت تحریفی ظالمانه و دروغی آشکار بود». وی افزوده بود:«زمانی که رسانه ها به عمد به تحریف حقایق به منظور ایجاد سردرگمی می‌پردازند، آن‌ها باید پاسخگو باشد. در مواردی که ما به‌طور فعالانه و اگاهانه گزارش‌های نادرست و گمراه‌کننده است را ایجاد کنیم،ما در خطر آنیم تا مردم را در معرض ناآگاهی درباره کشورشان قرار می‌دهیم».
کوهن گفته بود از اینکه تایم وارنر از پخش برنامه جلوگیری نکرده است به شدت جاخورده است.
حالت پلیسی درباره مکان‌های زندان مانند می‌پردازد که توسط فیما و طول زمان حکومت نظامی مورد استفاده می‌گرد، پرداخته بود. این مکان‌ها برای نگهداری از افرادی است که تهدید برای امنیت ملی محسوب می‌شوند، است. مسئولان رسمی بیان داشتند که این کمپ‌ها که توسط فیما اداره می‌شوند، با هدف نگهداری از آسیب‌دیدگانِ طوفان‌هاو سایر بلایای طبیعی ساخته و اداره می‌شوند. کوهن که منطقه وی بیشتر مفیس را در برمی‌گیرد، قانونی را ایجاد کرده بود که به موجب آن فیما قادر به ایجاد کمپ‌های موقت برای محافظت از افراد آسیب‌دیده از زمین لرزه بود.
ونتورا در تحقیقات به مکانی خصوصی در کاوینگتون جورجیا پرداخته بود که حاوی هزاران کیسه برای دفن دسته‌جمعی بود. شرکت اداره‌کننده، وانتاج پروداکتز بود که بزرگترین شرکت تولیدکننده ابزار کفن و دفن و نیز فضاهای ذخیره‌سازی بود.
در پاسخ به انتقادات، مستی اسکگال، سخنگوی شرکت ترنر، برنامه تئوری توطئه را «برنامه سرگرم‌کننده در شبکه‌ایی سرگرم‌کننده پخش می‌شود» توصبف کرد

## فهرست قسمت‌های

### فصل اول (۲۰۰۹)
| قسمت | عنوان             | تاریخ پخش      |
| --- | ----------------- | -------------- |
| ۱۰۱ (۱) | «هارپ»            | ۲ دسامبر ۲۰۰۹  |
| جسی ونتورا از پروژه هارپ را در گاکونا، آلاسکا بازدید می‌کند تا شایعات اعمال تعییرات در آب و هوا توسط آن را بررسی نماید |                   |                |
| ۱۰۲ (۲) | «۹/۱۱»            | ۹ دسامبر ۲۰۰۹  |
| ونتورا درباره داستان سرهم‌بندی شده در مورد جعبه سیاه هواپیماهای شرکت‌کننده در عملیات یازده سپتامبر تحقیق می‌کند که ممکن است شواهدی از انجام این عملیات توسط افرادی از داخل دولت نشان دهد. |                   |                |
| ۱۰۳ (۳) | «گرمایش زمین»     | ۱۶ دسامبر ۲۰۰۹ |
| ونتورا به تحقیق درباره امکان سندسازی در مورد گرمایش زمین توسط افراد نخبه می‌پردازد و با مشاور سابق سازمان ملل متحد صحبت می‌کند |                   |                |
| ۱۰۴ (۴) | «برادر بزرگ»      | ۲۳ دسامبر ۲۰۰۹ |
| جسی ونتورا درباره اینکه دولت ایالات متحده به بهانه امنیت ملی تا کچا به پیش رفته و چه اطلاعات خصوصی از شهروندانش را ذخیره می‌کند، تحقیق می‌کند. همچنین به بررسی قراردادهای دولتی با شرکت‌های خصوصی برای جاسوسی از مردم می‌پردازد. |                   |                |
| ۱۰۵ (۵) | «انجمن‌های مخفی»   | ۳۰ دسامبر ۲۰۰۹ |
| جسب سعی می‌کند تابه جلسه سالیانه گروه بیلدبرگ، که یک گروه مخفی است، نفوذ کند. ملاقاتی که در یک هتل سطح بالا و تحت تدابیر شدید امنیتی برگزار می‌شود و شرکت‌کنندگانش تصمیم‌گیران استراتژی جهانی هستند |                   |                |
| ۱۰۶ (۶) | «کاندیدای منچوری» | ۶ ژانویه ۲۰۱۰  |
| ونتورا و اعضای گروه تحقیقش به تحلیل و بررسی شایعات موجود درباره یکی از پروژه‌های سیا، پروژه‌ام‌کی‌یوال ترا، می‌پردازند. پروژه‌ایی که درباره تبدیل شهروندان به قاتلان و ابَر سربازان از طریق هیپنوتیزم و دارو است می‌پردازد. وی به ملاقاتی فردی می‌رود که ادعا می‌کند کاندیدای منچوری واقعی است.                                                                                            |                   |                |
| ۱۰۷ (۷) | «آپوکالیپس ۲۰۱۲»  | ۱۳ ژانویه ۲۰۱۰ |
| بعضی از افراد اعتقاد دارند که جهان در اثر حادثه‌ایی در سال ۲۰۱۲ به پایان می‌رسد. ونچرا با نگاهی به شایعات برنامه دولت ایلات متحده برای حفظ جان انسان‌های ارزشمند و رها کردن سایر انسان‌ها در روز خطر می‌پردازد. ونچورا همچنین از فرودگاه بین‌المللی دنور بازدید می‌کند؛ مکانی که منقش به آثاری است که نشان از برنامه‌ریزی و آماده‌سازی فرودگاه برای پناه‌گیری در روز حادثه آخرالزمانی است. |                   |                |

### فصل سوم (۲۰۱۲)
| قسمت | عنوان             | تاریخ پخش      |
| --- | ----------------- | -------------- |
| ۳۰۱ (۱۶) | «خزنده »          | ۷ نوامبر ۲۰۱۲  |
| ونتورا به سراع یکی از ده توطئه برتر برگزیده شده توسط مجله تایم می‌رود: اینکه سران بسیار از کشورها موجوداتی فضایی و تغییر شکل یافته هستند تا به دستگاری در جهان بپردازند. تایرل و شاون با افرادی که ادعا می‌کنند از این دسته افراد هستند مصاحبه می‌کنند و جسی به بررسی و تحلیل ویدیوهایی از تغییر شکل می‌پردازد. جستجو در دولس نیومکزیکو ادامه می‌یابد و با گفتگو با مطرح‌کننده این امر، دیوید ایکه به پایان می‌رسد. |                   |                |
| ۳۰۲ (۱۷) | «اشعه مرگ »       | ۱۴ نوامبر ۲۰۱۲ |
| ونتورا به تحقیق درباره فناوری سلاح انرزی مستقیم می‌پردازد که برای پروژه جنگ ستارگان (مطرح شده توسط رونالد ریگان برای دفاع در برابر موشک‌های پرتاب شده به سمت آمریکا) طراحی شده بود، می‌پردازد. این اشعه قابلیت استفاده مستقیم عیله افراد را نیز دارا بود که گروه تحقیق ونتورا به این موضوع پرداختند. ونتورا با پسرش به دعوا می‌پردازد، چرا که پسرش پس از اینکه متوجه می‌شود افرادی که با این موضوع سروکار داشته‌اند مرده‌اند کمی از انجام کار دلسرد می‌شود.(از افرادی که به شکل عجیبی مرده‌اند می‌توان به فاش‌کننده موضوع فرد بل اشاره کرد، که دو روز پس مصاحبه افشاگرانه در این باره کشته شد.) همچنین ونتورا به بررسی احتمال نقش این سلاح در فروریزی برج‌ها تجارت جهانی در حادثه یازده سپتامبر نیز می‌پردازد.                                                           |                   |                |
| ۳۰۲ (۱۸) | «مسافرت در زمان » | ۲۱ نوامبر ۲۰۱۲ |
| ونتورا درباره شایعاتِ تلاش‌های دولتی برای ایجادِ فناوری سفر در زمان تحقیق می‌کند. وی در تحقیقاتش به موضوع «آزمایش فیلادلفیا» و «پروژه مونتاک» برمی‌خورد. پروژه فیلادفیا درباره تأثیر میدانِ مغانطیسیِ شدید بر روی سربازان است که در نزدیکی فیلادفیا انجام شد و منجر به سفر در زمان سربازان شد. پروژه مونتاک نیز از سفر در زمان برای اعمال تغییرات در تاریخ است. در بخش دیگری از تحقیقات گروه، به فردی به نام «اندرو بِشاگو» بر می‌خورند که ادعا می‌نماید بخشی از این پروژه‌ایی به نام «پروژه پگاسوس» بود. وی ادعا می‌نماید که پدرش در لوس آلاموس بر روی این پروژه تحت نظارتِ دارپا کار می‌کرده و آزمایشاتش را بر روی وی انجام داده. وی در طی این تحیقات در زمان به عقب بازگشته و موفق به دیدار با «جورج واشتینگتن» و «آبراهام لینکلن» شده‌است و مستنداتی نیز ارائه می‌نماید |                   |                |
| ۳۰۴ (۱۹) | «Manimal »        | ۲۸ نوامبر ۲۰۱۲ |
| Manimal یا انسان-حیوان، یکی از موضوعاتی بود که توسط ونتورا بررسی شد. این پروژه درباره ترکیب انسان با حیوان و استفاده از حیوانات برای تولید اعضای انسانی ایجاد شده بود. در یکی از بخش‌های کارش وی به مرکز تحقیقات یرکیز در آتلانتا، جورجیا رفت و آنجا با پروژه‌ایی به نام «هیومن زی» (انسانی کردن) بر می‌خورد. این نظریه وجود پروژه‌ایی توسط دولیت را متصور می‌شود که پروژه «سیاره میمون‌ها» را واقعاً ایجاد کرده و هدف آن ایجاد اَبَرسربازان است تا در مقابل شورش‌ها و خیزیش‌های احتمالی در آینده از آن‌ها استفاده نمایند |                   |                |
| ۳۰۵ (۲۰) | «Skinwalker »     | ۵ دسامبر ۲۰۱۲  |
| ونتورا درباره شرکت‌هایی تحقیق می‌نماید که توسط ناسا قدرت‌گرفته و حمایت شده‌اند؛ شرکت‌هایی که بر روی فناوری فضایی تحقیق نموده و آن‌ها را توسعه می‌دهند؛ اما به صورت خصوصی. در طی این تحقیق با شرکتی تحت هدایت فردی به نام «رابرت بیگلو» آشنا می‌شود که تنها شرکت دارای مجوزِ ارسالِ سلاح و نگهداری در فضاست. همچنین تنها شرکتی است که در فضا در حال راه‌اندازی یک ایستگاه فضاییِ خصوصی است. شرکتِ تحت هدایتِ وی در حال تحقیق بر روی موجودات فضایی است. ناسا گزارش‌های واصله در زمینه مشاهده یوفو را به این شرکت ارجاع می‌دهد. ونتورا و شان استون موفق به دیداری با خود بیگِلو می‌شوند. |                   |                |
| ۳۰۶ (۲۱) | «ذهن جویان »      | ۱۲ دسامبر ۲۰۱۲ |
| نامعلوم |                   |                |
| ۳۰۷ (۲۲) | «Ozarks »         | ۱۹ دسامبر ۲۰۱۲ |
| نامعلوم |                   |                |

## پیوند
- وبگاه رسمی
- تئوری توطئه با جسی ونتورا در بانک اطلاعات اینترنتی فیلم‌ها (IMDb)
- جسی ونتورا در تحقیق روی گرمایش جهانی